# Prix pour l'œuvre d'une vie
Le Prix pour l'œuvre d'une vie est attribué depuis 1986 par les Infinity Awards afin de récompenser l'ensemble de l'œuvre d'un photographe reconnu.

## Liste des lauréats
- 1986 : Edward K. Thompson
- 1987 : Harold Edgerton
- 1988 : Edwin H. Land
- 1989 : Alexander Liberman
- 1990 : Gordon Parks
- 1991 : Andreas Feininger
- 1992 : Carl Mydans
- 1993 : Stefan Lorant
- 1994 : Howard Chapnick
- 1995 : John Szarkowski
- 1996 : Cornell Capa
- 1997 : Robert Delpire
- 1998 : Naomi Rosenblum et Walter Rosenblum
- 1999 : Harold Evans
- 2000 : Nathan Lyons
- 2006 : Lee Friedlander
- 2007 : William Klein
- 2008 : Malick Sidibé
- 2009 : Annie Leibovitz
- 2010 : John G. Morris
- 2011 : Elliott Erwitt
- 2012 : Daido Moriyama
- 2013 : David Goldblatt
- 2014 : Jürgen Schadeberg
- 2015 : Graciela Iturbide
- 2016 : David Bailey
- 2017 : Harry Benson
- 2018 : Bruce Davidson
- 2019 : Rosalind Fox Solomon
- 2020 : Don McCullin